# Centre ionique

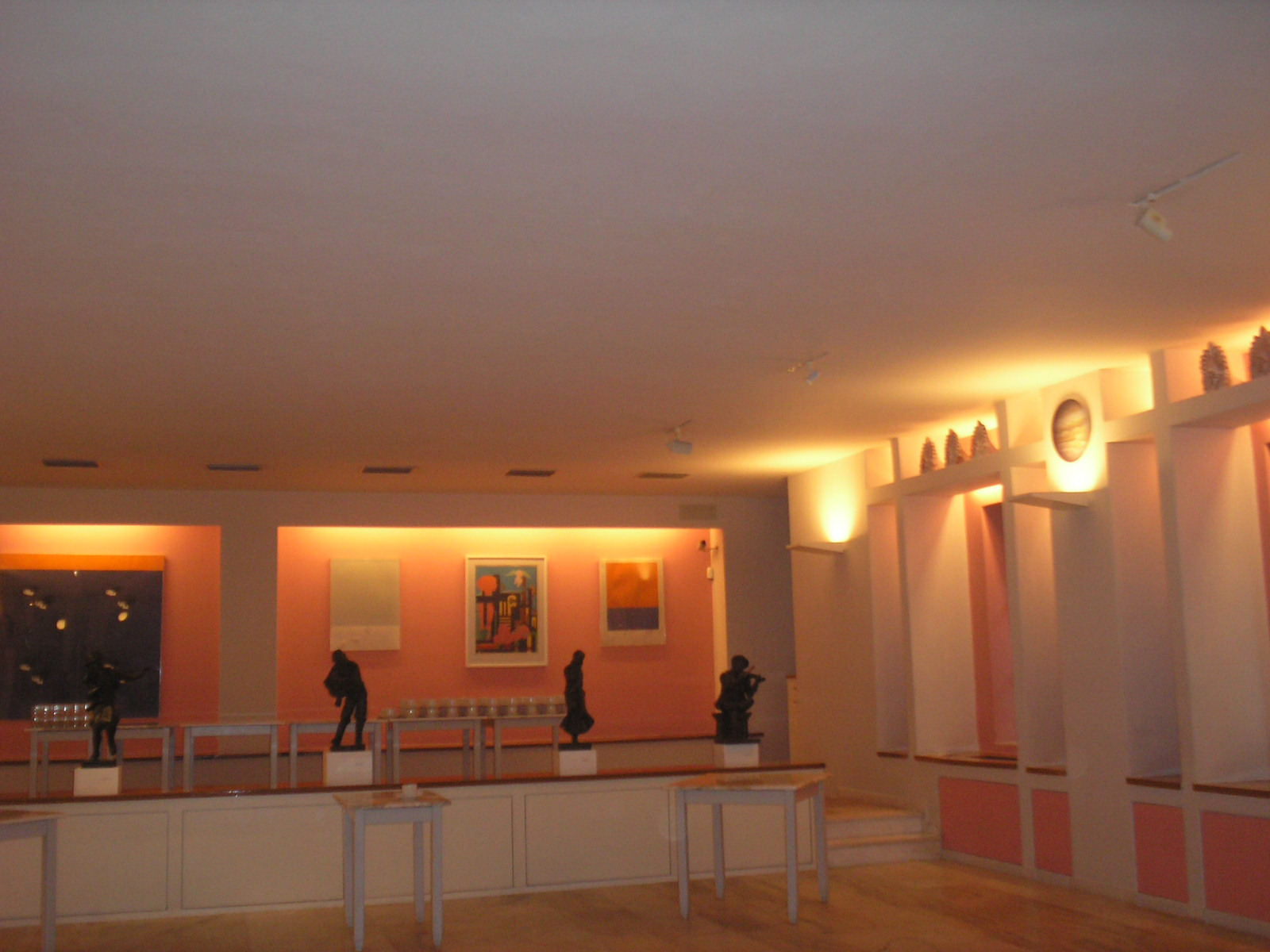
Hall d'entrée du Centre ionique

Le centre ionique (en grec moderne Ιωνικό Κέντρο) est un organisme culturel à but scientifique créé en 1977 à Chios et installé aujourd'hui dans le quartier de Pláka à Athènes

## Historique

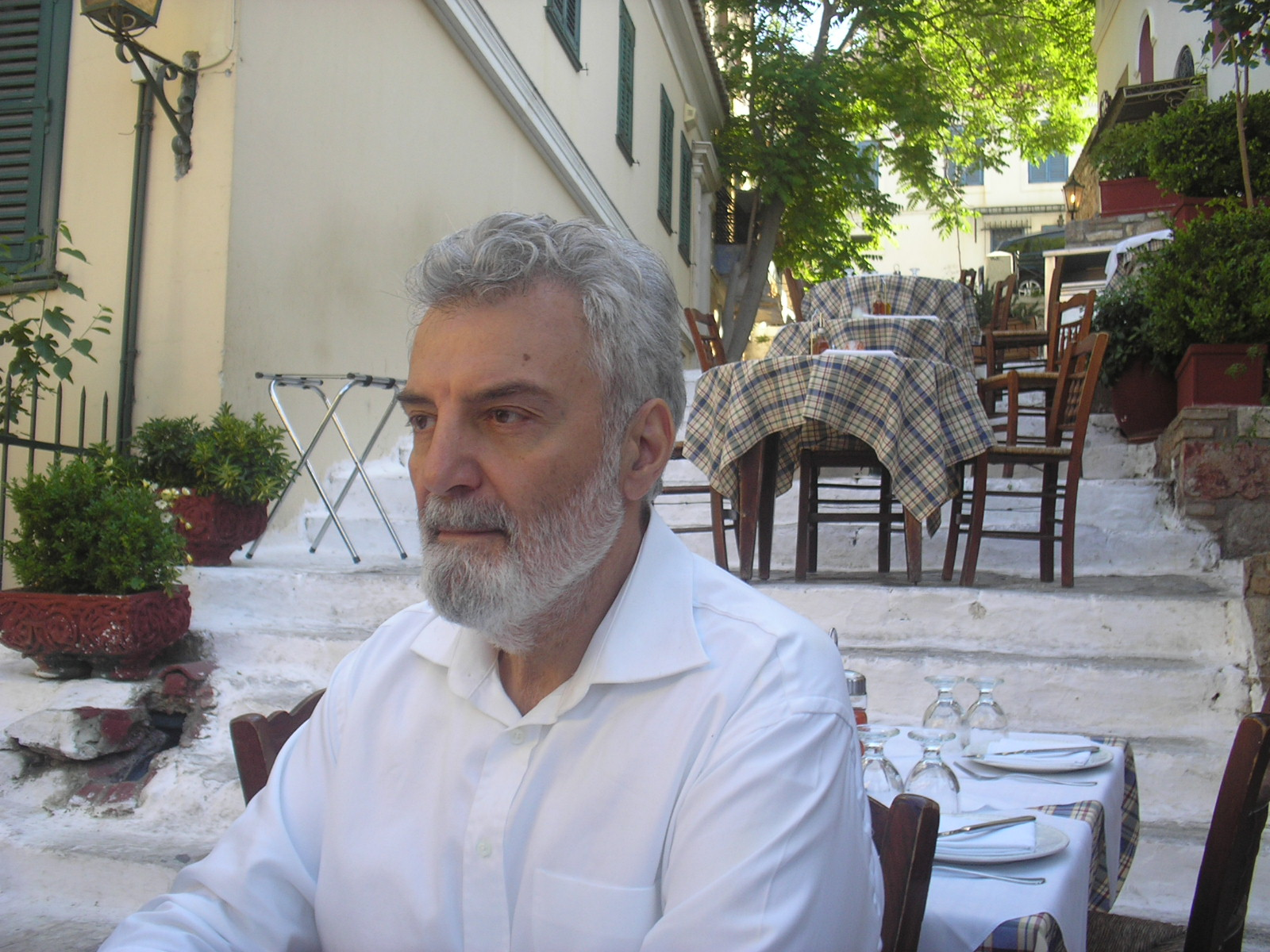
Isidore Kioleoglou President-fondateur du Centre ionique.

Le centre ionique d'études scientifiques, culturelles et spirituelles fut créé en 1977 à  Chios, île grecque de la mer Égée. Il tire son nom des anciennes traditions d'Ionie, lieu de naissance des poèmes homériques, mais aussi d'Héraclite, de Démocrite et de Pythagore. Son objectif est d'offrir un espace d'harmonie entre enseignement académique et développement spirituel. Son Président-fondateur Isidore Kioléoglou en transféra le siège quelques années plus tard à  Athènes dans le quartier historique de Pláka.
Le premier penseur invité en 1980 en fut Cornelius Castoriadis (1922-1997).
Isidore Kioléoglou est décédé sur son île natale, Chios, le 29 avril 2014.

## Activités
Le centre ionique organise des congrès, conférences, symposions, concerts, expositions dans tous les domaines culturels, scientifiques et spirituels.
Quelques exemples :

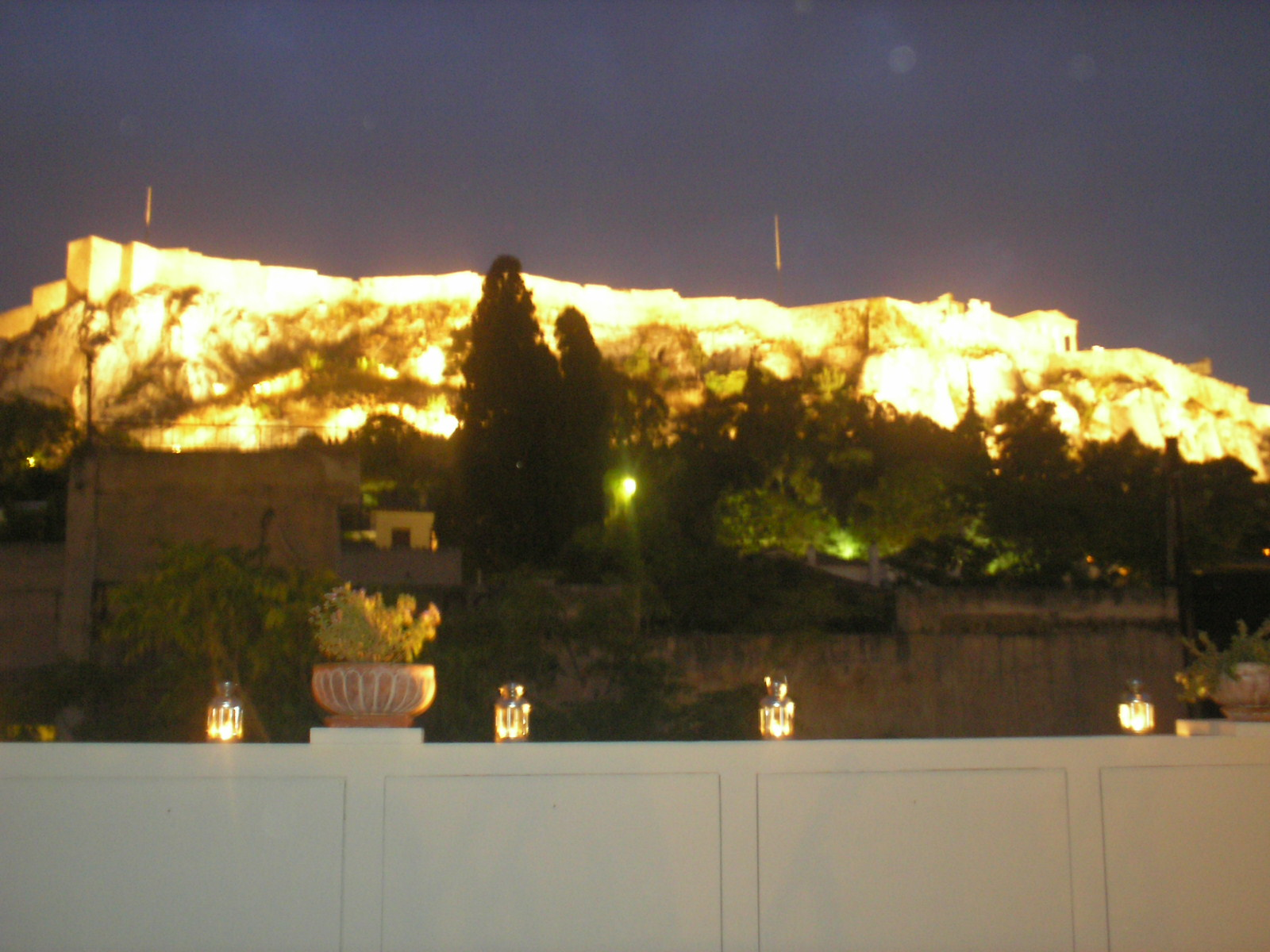
L'Acropole d'Athènes vue de la terrasse du Centre ionique.

- 2006 : Conférence des Directeurs de l'Eau des pays euro-méditerranéens et de l'Europe du Sud-Est [2]
- 2008 : exposition sur la machine d'Anticythère
- 2010 : Symposion à  la mémoire de Cornelius Castoriadis[3]
- 2010? : exposition sur le navire antique Samaina

Le centre ionique organise aussi des cours de grec moderne à  Athènes et Chios mais aussi de grec ancien à Athènes et attribue des bourses d'études.